# تدريب تطالعي
التدريب التطالعي هو تدريب رياضي في رياضات أخرى غير الرياضة المعتادة للرياضي. الهدف هو تحسين الأداء العام. فهو يستفيد من الفعالية الخاصة لطريقة تدريب واحدة لإلغاء عيوب الرياضة الأساس.